# Circuito de Rua de Phoenix
O Circuito de Rua de Phoenix é um circuito de rua em Phoenix, sediou o Grande Prêmio dos Estados Unidos de Fórmula 1 de 1989 a 1991.

## Vencedores de GPs de F1 em Phoenix
| Ano  | Vencedor     | Equipe        | Resumo   |
| ---- | ------------ | ------------- | -------- |
| 1991 | Ayrton Senna | McLaren-Honda | Detalhes |
| 1990 | Ayrton Senna | McLaren-Honda | Detalhes |
| 1989 | Alain Prost  | McLaren-Honda | Detalhes |